# CinemaScope
O CinemaScope foi uma tecnologia de filmagem e projeção que utilizava lentes anamórficas criada pelo presidente da Twentieth Century Fox em 1953. Foi utilizada entre 1953 e 1967 para a gravação de filmes widescreen, marcando o início do formato moderno tanto para a filmagem quanto para a exibição de filmes. O surgimento dessa tecnologia de lentes anamórficas, teoricamente, permitiu que o processo criasse uma imagem de até uma relação de aspecto 2.66:1, quase duas vezes mais larga em relação ao até então onipresente formato 1.37:1.

## Origens
O professor francês Henri Chrétien desenvolveu e patenteou um novo processo de filmagem que ele chamou Anamorphoscope no final da década de 1920, e que viria a constituir a base do CinemaScope. Chrétien se baseou em lentes que empregam um truque ótico, produzindo uma imagem duas vezes maior que a de lentes convencionais. Mais tarde, em Nova York, estreou um processo semelhante ao de Chrétien, que impressionou os grandes estúdios de Hollywood da época, ansiosos para reconquistar o público perdido para o fascínio da televisão. A Twentieth Century Fox comprou os direitos do Anamorphoscope, mas ainda era necessário definir o formato a ser usado. Assim, as primeiras lentes de Chrétien foram rapidamente transportadas para Hollywood, para serem analisadas. A partir desta análise foram criadas as bases para o CinemaScope. A produção de The Robe foi interrompida para que o filme pudesse ser produzido em CinemaScope, tecnologia que o presidente da Fox, Spyros Skouras chamava de "o futuro do cinema". Com a introdução do CinemaScope, a Fox e as outras grandes produtoras seriam capazes de reafirmar a sua distinção do seu novo concorrente — a televisão. CinemaScope foi um formato de filme usado de 1953 a 1967. Visava impedir que a tv destruísse a indústria do cinema. O padrão foi a base para uma revolução na indústria.

### Inicio da utilização
The Robe foi o primeiro filme produzido em CinemaScope, selecionado pela Fox por seu caráter épico. Durante a produção, dois outros filmes, How to Marry a Millionaire e Beneath the 12-Mile Reef entravam em produção. A produção de How to Marry a Millionaire terminou primeiro, mas devido à sua importância, The Robe foi lançado primeiro.
A Fox então utilizou-se de toda a sua influência para promover o uso do CinemaScope. Com o sucesso de The Robe e How to Marry a Millionaire, o processo alcançou sucesso em Hollywood. Então o estúdio licenciou a tecnologia para muitos dos grandes estúdios cinematográficos, incluindo a Columbia, Warner Bros, Universal, MGM e Walt Disney.
A relação entre o CinemaScope era pra ser de 2.66:1, em relação a exposição normal do filme de 35mm. O som de três canais foi um importante trunfo do formato, assim como a série de filmes 3D da época. Ao ser considerado muito caro e cheia de problemas de sincronização, a sólida empresa Hazard E. Reeves desenvolveu um método de revestimento do filme de 35mm com tarjas magnéticas. As três faixas foram substituídas por quatro, dando origem a um canal surround extra. Com a adição da faixa, a proporção da imagem foi reduzida para 2.55:1.
Em março de 1954, com a procura de drive-ins e cinemas menores, incapazes de reproduzir o som estereofônico, a Fox redesenhou a o CinemaScope para poder ser reproduzido em um projetor padrão. Com o centro da imagem deslocado devido as tarjas magnéticas, a relação da imagem foi reduzida para 2,35:1. A Walt Disney Productions foi uma das primeiras produtoras a licenciar o processo de CinemaScope da Fox, e entre outros, criou o considerado primeiro grande exemplo de filme épico de ação em cinemascope 20.000 Léguas Submarinas.
Devido à incerteza inicial do sucesso do processo, uma grande quantidade de filmes foram rodados simultaneamente com lentes anamórficas e regulares. Apesar do sucesso inicial com o processo, a Fox não se ateve a sua alegação de filmar cada produção com o processo. O CinemaScope como nome comercial foi reservado somente para as grandes produções, enquanto as produções "B" em preto e branco continuavam com as lentes normais.

### Processos Rivais
O CinemaScope por si só já pode ser considerado uma resposta prematura aos realistas processos Cinerama e 3-D. O Cinerama foi relativamente pouco afetado pelo CinemaScope, ao contrário do 3-D, gravemente ferido pela publicidade em torno do CinemaScope, e sua promessa de que era "o 'milagre' que você vê sem óculos". Dificuldades técnicas de apresentação ditaram o verdadeiro fim para o 3-D, embora essa vitória seja por muitos atribuída ao CinemaScope.
Em abril de 1953, uma técnica já conhecida simplesmente como "wide-screen" apareceu e logo foi adotado como padrão por todas as produções cinematográficas norte-americanas. Neste processo, um filme totalmente exposto de proporção 1.37:1 é cortado no projetor para uma grande proporção da tela com o uso de uma espécie de anteparo, uma placa de abertura.
Ciente das próximas produções da Fox com CinemaScope, a Paramount introduziu esta técnica nas filmagens de Shane, embora o filme não tenha sido filmado com essa proporção originalmente em mente.
A técnica fundamental em que foi constituído o CinemaScope não era patenteável porque o anamorphoscope era conhecido há séculos (?). O conceito já tinha sido utilizado em meios visuais, como pintura de Hans Holbein, Os Embaixadores (1533), já no século XVI. Logo, alguns estúdios procuram desenvolver seus próprios sistemas em vez de pagar pelo Cinemascope da Fox.
Como resposta às demandas de uma maior fidelidade no processo widescreen esférico, a Paramount criou um processo óptico, o VistaVision. O VistaVision morreu no final dos anos 1950, com a introdução dos recursos mais modernos nos sistemas de projeção.
Muitos países europeus e estúdios usaram processos de padrão anamórfico para seu ecrã largo, idênticos nas especificações técnicas para CinemaScope, mas renomeado para evitar problemas com a Fox. Algumas delas incluem Euroscope, Franscope e Naturama (este último utilizado pela Republic Pictures). Em 1953, a Warner Brothers também previa a criação de um processo anamórfico idêntico chamado Warnerscope, mas após a estreia do CinemaScope, a Warner decidiu licenciá-lo da Fox.

## Dificuldades técnicas
Embora CinemaScope fosse capaz de produzir uma imagem de relação 2.66:1, a adição das trilhas magnéticas para o som reduziu essa proporção para 2.55:1. Os donos de cinemas, no entanto, estavam insatisfeitos com a obrigação contratual de ter de instalar três ou quatro canais de som, onde muitos cinemas e drive-ins apresentaram dificuldade na exibição com o áudio estereofônico. Devido a essas dificuldades, a Fox revogou sua política de apresentações estereofônicas, produzindo versões com apenas uma trilha óptica, ao invés das quatro magnéticas, mantendo as múltiplas trilhas apenas para os teatros que escolheram apresentar os seus filmes com som estereofônico. A adição da trilha sonora óptica reduziu a largura do formato apresentado para a proporção de 2.35:1.
O fato de que a imagem ser ampliada horizontalmente quando projetada significava que poderia haver problemas visíveis de granulação e brilho. Para sanar esse problema, foram desenvolvidos formatos maiores (inicialmente no caro 55 mm para Carousel e The King and I) e, em seguida, abandonados (ambos os filmes foram eventualmente reduzidos para o formato em 35 mm, embora a proporção foi mantida em 2.55:1). Os problemas iniciais de granulação e brilho acabaram sendo reduzidos graças a melhorias na qualidade dos filmes e lentes.

## Áudio
O CinemaScope foi uma das primeiras experiências de implementação de som surround, com um canais esquerdo, central, direito e único mono, o canal surround, semelhante ao atual Dolby Pro Logic.

## Declínio
A fabricante de lentes Panavision foi inicialmente fundada no final de 1953 como um fabricante de adaptadores de lente anamórfica para projetores de cinema que exibiam filmes em CinemaScope, capitalizando-se com sucesso do novo formato anamórfico e preenchendo o vazio criado pela Bausch and Lomb, com sua incapacidade de produzir em massa os adaptadores necessários para os cinemas, com rapidez suficiente. Pensando em expandir seus negócios para além ds lentes do projetor, o fundador da Panavision, Robert Gottschalk logo aprimorou as lentes da câmera anamórfica, criando um novo conjunto de lentes que incluía dois elementos rotativos anamórficos que entrelaçavam com a engrenagem do foco da lente. Essa inovação permitiu às lentes Panavision para manter o plano de foco em uma relação constante 2x, evitando o excesso de esticamento encontrado no CinemaScope. Após uma triagem demonstrativa, comparando os dois sistemas, muitos estúdios norte-americanos aprovaram as lentes Panavision anamórficas. A técnica Panavision também foi considerada mais atraente para a indústria, porque era mais acessível do que o CinemaScope e não era propriedade ou licenciada por um estúdio rival. Em meados da década de 1960, até mesmo a Fox havia começado a abandonar o CinemaScope, aderindo ao Panavision. A Fox finalmente capitulou à rival em 1967. In Like Flint, uma paródia do espião James Coburn, foi último filme da produtora em CinemaScope.